# Грљан (Трст)
Грљан (словен. Grljan) или Грињано (итал. Grignano) је насеље у Италији у округу Трст, региону Фурланија-Јулијска крајина.
Према процени из 2011. у насељу је живело 474 становника. Насеље се налази на надморској висини од 20 м.